# رينيه كايتانو
رينيه كايتانو هو محامي وسياسي فلبيني، ولد في 12 ديسمبر 1934 في بانغاسينان في الفلبين، وتوفي في 24 يونيو 2003 في مونتنلوبا في الفلبين. نشط حزبياً في لاكاس كامبي ‏. وقد انتخب عضو مجلس الشيوخ الفلبيني ‏ (30 يونيو 1998 – 24 يونيو 2003).